# 范德維爾 (伊利諾伊州)
范德維爾（英語：Vanderville）是位於美國伊利諾伊州克里斯蒂安縣的一個非建制地區。該地的面積和人口皆未知。

## 地理
范德維爾的座標為39°25′31″N 89°17′51″W / 39.42528°N 89.29750°W，而該地的平均海拔高度為192米（即630英尺）。